# Limonium girardianum
Limonium girardianum är en triftväxtart som först beskrevs av Giovanni Gussone, och fick sitt nu gällande namn av Fourr. Limonium girardianum ingår i släktet rispar, och familjen triftväxter. Inga underarter finns listade i Catalogue of Life.